# CUBRID
CUBRID é um sistema relacional de gestão de bases de dados (SGBD) desenvolvido pela Search Solution Co. Ltd. (Soluções de Busca Co. Lda.), Coreia do Sul. O mecanismo do DBMS utiliza uma Licença Pública Geral GNU versão 2 (GPLv2); e a sua interface é um software livre (open source) que faz uso de uma licença da Distribuição de Software de Berkeley (BSD). O DBMS é compatível com padrões SQL definidos pela Organização Internacional de Estandardização (ISO).

## Informações sobre a licença do produto
O CUBRID adotou uma licença de software livre. O mecanismo de servidor do CUBRID utiliza GPL v2 ou posterior, e a licença BSD é a utilizada pelo CUBRID Manager (Gerenciador do CUBRID), que é uma ferramenta de GUI, que também funciona com interfaces APIs. Como as APIs utilizam a licença BSD, os revendedores podem distribuir e desenvolver livremente aplicações baseadas em CUBRID.

## Plataformas e linguagens suportadas
- O servidor e a biblioteca oficial do CUBRID foram desenvolvidos em C ou C++. Já o Gerenciador do CUBRID, uma ferramenta de GUI, foi desenvolvido em Java.
- O CUBRID é compatível com os SO Linux e Windows; e fornece APIs como JDBC, PHP, ODBC, C-API, Ruby e Python.
- O CSQL é suportado no formato ferramenta de linha de comandos, que pode ser executada no SQL; e o CUBRID Manager pode ser utilizado como ferramenta de interface.